# Cantó de Chaulnes
El cantó de Chaulnes és un cantó francès del departament del Somme, situat al districte de Péronne. Té 22 municipis i el cap és Chaulnes.

## Municipis
- Ablaincourt-Pressoir
- Assevillers
- Belloy-en-Santerre
- Berny-en-Santerre
- Chaulnes
- Chuignes
- Dompierre-Becquincourt
- Estrées-Deniécourt
- Fay
- Fontaine-lès-Cappy
- Foucaucourt-en-Santerre
- Framerville-Rainecourt
- Fresnes-Mazancourt
- Herleville
- Hyencourt-le-Grand
- Lihons
- Omiécourt
- Proyart
- Puzeaux
- Soyécourt
- Vauvillers
- Vermandovillers

## Història
| Data d'elecció                           | Identitat          | Partit                | Qualitat |
| ---------------------------------------- | ------------------ | --------------------- | -------- |
| 1945-1964                                | Jean-Gilbert Jules | radical               |          |
| 1964-1970                                | Pierre Maille      | MRP, després CD       |          |
| 1970-1994                                | Serge Bayard       | MDSF, després UDF-PSD |          |
| 1994-                                    | Philippe Cheval    | Divers droite         |          |
| les dades anteriors no són pas conegudes |                    |                       |          |
|                                          |                    |                       |          |

## Demografia
| A partir de 1990: Població sense dobles comptes |